# Sargans
Sargans est une commune suisse du canton de Saint-Gall, située dans la circonscription électorale de Sarganserland.

## Géographie
La cité historique est située à l'intersection des axes ferroviaires et autoroutiers nord-sud (Saint-Gall-Coire) et ouest-est (Zurich-Coire), au pied du Gonzen qui culmine à 1 380 mètres d’altitude.
À l'est, le territoire communal est limité par le Rhin et a une frontière commune avec le Liechtenstein.

Photo aérienne prise à 200 m par Walter Mittelholzer (1919).

## Histoire
Mentionnée pour la première fois en 765 dans le testament de Tello sous le nom de Senegaune, la bourgade a été le siège des comtes de Werdenberg-Sargans au XIIIe siècle. Son statut de ville est attesté dès 1337. Depuis le XIIIe siècle, une imposante forteresse domine le bourg. Elle a servi de résidence aux comtes, puis aux baillis.
Le village a été détruit par les flammes à trois reprises, en 1405, en 1445 et en 1811.
Depuis 1803, Sargans fait partie du canton de Saint-Gall.
Construite entre 1939 et 1944, la fortification de Sargans fut un élément important du dispositif de défense connu sous le nom de Réduit national.

## Économie
L'extraction du minerai de fer rouge est attestée dès le IIe siècle av. J.-C. à Gonzen. L’exploitation s’est poursuivie jusqu’en 1966.
La localité abrite de nombreuses entreprises industrielles. La plus importante est la fabrique de machines textiles Stäubli.

## Transports
- Gare de Sargans
- Ligne ferroviaire CFF Zurich-Coire, à 27 km de Coire et à 90 km de Zurich
- Ligne ferroviaire CFF Saint-Gall-Coire
- Autoroute A3 (Augst-Sargans)  50 (Sargans)
- Lignes de bus pour Buchs, Vilters et Mels

## Culture et patrimoine

### Héraldique
| Blason | Blasonnement : De sable à une oie d'argent becquée, lampassée et membrée de gueules. |

### Personnalités
- Arthur Dürst, géographe[4]

### Monuments et curiosités
- Hôtel-de-ville
- Château Site sur le château
- Église paroissiale Saints-Oswlad-et-Cassian
- Chapelle de Marie
- Mines de fer